# مادام کاملیا (فیلم)
مادام کاملیا (فرانسوی: La Dame aux camélias‎) یک فیلم درام فرانسوی-ایتالیایی به کارگردانی مائورو بولونینی است که سال ۱۹۸۱ منتشر شد.

## بازیگران
- ایزابل هوپر
- پاسکال اوژیه
- جان ماریا ولونته
- برونو گانتس
- فرناندو ری
- پائولا بوربونی
- رمو رموتی
- پی‌یرو ویدا
- ماریو مارانتسانا
- فابیو تراورسا
- سِـسیل واسور